# Шервен, Эльза
Эльза Шервен (норв. Elsa Rigmor Skjerven, урождённая Рууд, Ruud; 11 декабря 1919, Кристиания — 29 октября 2005, Берум) — норвежский педагог, политический и государственный деятель. Член Христианской народной партии. Министр по делам семьи и потребления Норвегии (1965—1971).

## Биография
Родилась 11 декабря 1919 года в Осло в семье часовщика Ханса Рууда (Hans Ruud; 1888—1947) и домохозяйки Харриет Антони Дебес (Harriet Antonie Debes; 1889—1963).
В 1939 году окончила школу домоводства Осло. В 1941 году окончила Государственную гимнастическую школу (Statens gymnastikkskole) в Осло. В 1941—1943 годах училась в государственной педагогической школе Эльверума (Elverum offentlige lærerskole). По профессии учительница средней школы.
В 1943—1946 годах работала по временному контракту в народной школе Тронхейма. В 1949—1952 году работала неполный рабочий день в государственной педагогической школе Левангера, в 1950—1952 годах — неполный рабочий день в школе медсестёр в Левангере (Innherred sykepleierskole). В 1952—1972 годах — учительница реальной школы и гимназии в муниципалитете Стринда (Strinda).
Активно работала с 1950-х годов в органах местного самоуправления, особенно в Школьных комитетах Тронхейма, представляя Христианскую народную партию. Член городского совета Тронхейма в 1959—1971 годах, член президиума Тронхейма в 1971—1983 годах. В 1960—1965 годах — член наблюдательного комитета нескольких старших школ (ungdomsskole, 7—9 классы) Тронхейма. В 1979—1982 годах — член совета фюльке Сёр-Трёнделаг.
В 1954—1956 годах — председатель Ассоциации жён священников Тронхейма, в 1956—1960 годах — Ассоциации жён священников диоцеза Нидароса. 
В 1960—1966 годах — председатель женской организации Христианской народной партии в Тронхейме. В 1962—1968 годах — председатель женского комитета партии в фюльке. В 1962—1974 годах — член национального совета партии, председатель в 1974—1976 годах. В 1976—1983 годах — лидер группы Христианской народной партии городского совета Тронхейма. В 1981—1983 годах — член комитета партии в фюльке Сёр-Трёнделаг, в 1983—1984 годах — председатель. В 1985—1987 годах —  член комитета партии в фюльке Акерсхус.
В 1965—1977 годах — заместитель депутата стортинга в фюльке Сёр-Трёнделаг от Христианской народной партии.
12 октября 1965 года назначена министром по делам семьи и потребления Норвегии в правительстве Пера Бортена. Занимала должность до ухода правительства 17 марта 1971 года.
С 1991 года — член правления некоммерческой организации Kreftforeningen (Норвежского онкологического общества).
Умерла 29 октября 2005 года.

## Личная жизнь
Вышла замуж за больничного священника Йермунна Шервена (Gjermund Skjerven; 1914—1983).